# Heikki Vesa
Heikki Vilho Martinsson-Vesa, vanligtvis endast kallad Heikki Vesa, född 9 augusti 1937 i Uleåborg, Finland, är en sverigefinsk astrolog, känd i svenska månadstidskrifter.
Han kom till Sverige efter att hans far hade stupat i Vinterkriget. Han växte upp hos fosterföräldrar i Stockholm. Vesa är kanske mest känd för att skriva horoskop i Hemmets Journal och Expressen, men har även författat böcker om spådom. Idag är han bosatt i Arjeplogs kommun.